# Pierron (Automarke)
Pierron war eine französische Automarke.

## Unternehmensgeschichte
Das Unternehmen Automobiles Mass aus Courbevoie, das bereits seit 1903 Autos unter eigenem Namen vermarktete, begann 1912 mit der Produktion von Automobilen unter dem Markennamen Pierron. 1923 endete die Produktion.

## Fahrzeuge
Das erste Modell war mit einem Vierzylindermotor mit 1460 cm³ Hubraum ausgestattet. Ab 1913 wurde ein größerer Motor verwendet, bei dem 68 mm Zylinderbohrung und 130 mm Kolbenhub 1888 cm³ Hubraum ergaben.
Ein Fahrzeug dieser Marke war 2002 im Automuseum Autoworld Brussels in Brüssel zu besichtigen.